# 1904
Cette page concerne l'année 1904 (MCMIV en chiffres romains) du calendrier grégorien.
L'année 1904 est une année bissextile qui commence un vendredi.

## En bref
- 8 février : début de la guerre russo-japonaise.
- 8 avril : Entente cordiale.
- 4 mai : reprise des travaux de percement du canal de Panama.
- 11 août : début du massacre des Héréros et des Namas.

## Événements

### Afrique

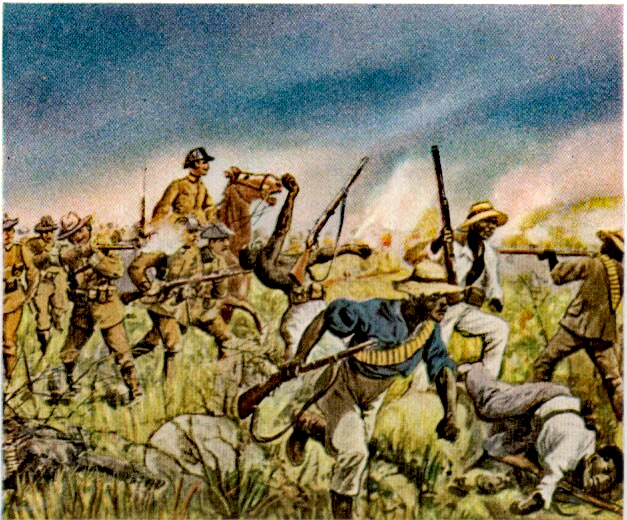
11 juin-11 août : répression de la révolte des Hereros

- 12 janvier : massacre de 123 colons à Okahandja par 6 000 guerriers héréros menés par le chef Samuel Maharero[1]. Début de la révolte des Héréros. Débarqué le 11 juin, le gouverneur Lothar von Trotha mène contre eux une campagne dévastatrice[2]. Sur 60 000 à 80 000 Africains, il n’en reste plus que 16 000 en 1907. Le Sud-Ouest africain compte alors 3 000 colons allemands, plus 1 500 Européens d’autres nationalités.
- 21 janvier-14 février : l’amenokal Moussa ag Amastan séjourne à In Salah pour signer un traité de paix avec le commandant François-Henry Laperrine[3].
- Janvier : révolte anyang à Ossidingué au Cameroun[4].

- 12 février : le rapport du consul britannique Roger Casement sur l’État indépendant du Congo est publié par le gouvernement britannique[5].
- 14 mars-3 juillet : tournée de Laperrine dans le sud de l’annexe du Tidikelt. Il parcourt le Hoggar, la bordure orientale du Tanezrouft et le nord de l’Adrar des Ifoghas. Il est accompagné par les lieutenant Besset, Bricogne et Émile Nieger, l’astronome Noël Villatte et Charles de Foucauld[6].
- 23 mars, Liverpool : création de la Congo Reform Association d'Edmund Dene Morel (dernière réunion le 16 juin 1913), qui dénonce les atrocités congolaises[7] : incendies de village, massacres à coup de fusil, par pendaison ou par crucifixion, mutilation des adultes présumés hostiles à la récolte du caoutchouc.

- 8 avril : le Royaume-Uni et la France concluent un accord d’Entente cordiale sur leurs sphères d’influence respectives en Afrique du Nord et en Asie. Elle met fin à la tension entre les deux pays en Égypte[8]. Les nationalistes perdent le soutien français.
- 16 avril : rencontre au puits de Timiaouine du colonel Laperrine et du capitaine Théveniaut, première jonction entre les troupes françaises d’Afrique du Nord et celles d’Afrique Noire[9]. Les deux officiers conviennent de faire passer la frontière méridionale de l’Algérie entre le lieu de leur rencontre et le puits d’In-Ouzel, situé au nord-est.
- Avril-mai : début de la révolte Tonga-Tonga (du nom du charme dont se réclament les révoltés) qui attaque les factoreries de la Compagnie du Kasaï[10] ; Epikilipikili fonde dans le district de la Sankuru au Kasaï une secte xénophobe et diffuse un fétiche appelé bwanga, qui immunise les guerriers contre les balles des Blancs[11]. La révolte atteint le royaume Kuba en juin[12].

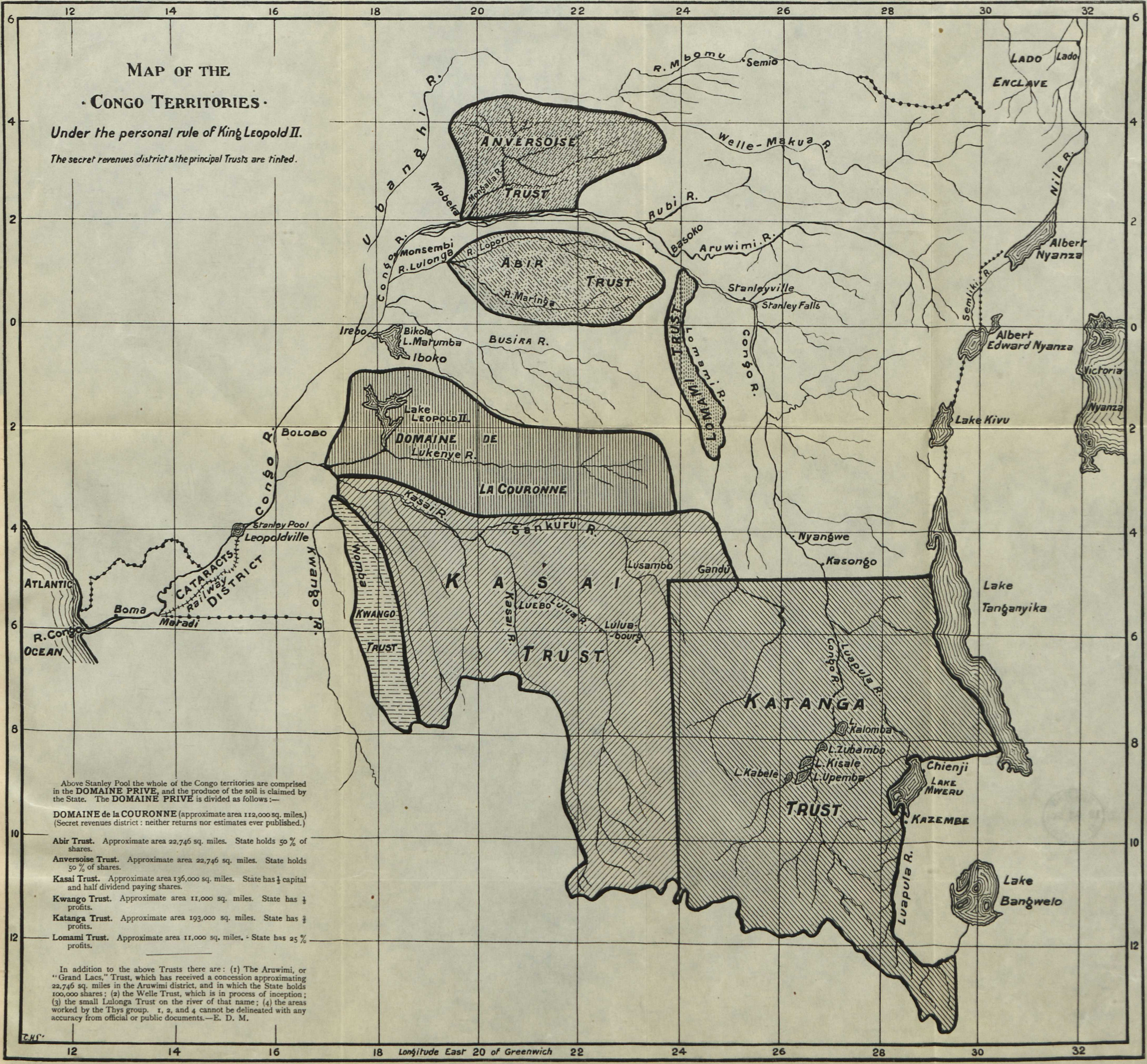
L’État indépendant du Congo en 1904.

- 24 juillet : création par le parlement belge, sous la pression des États-Unis et de la Grande-Bretagne, d’une commission internationale pour enquêter sur les pratiques utilisées dans la production du caoutchouc dans l’État indépendant du Congo (politique des mains coupées, prises d’otages…)[13].

- 10 août : Masai Agreement[14]. Établissement de réserves pour les Masaïs au Kenya. Les promesses faites aux Masaïs ne seront pas tenues (libre accès aux points d’eau, contiguïté ou moyen de communication permanent entre les réserves).
- 11 août : bataille de Waterberg. Massacre des Héréros dans le Sud-Ouest africain allemand (1904-1906)[15].

- 25 septembre : victoire des Cuamatos sur les Portugais à la bataille de Vau-de-Pembe, dans la province de Cunene, en Angola[16].

- 2 octobre : promulgation du « décret d’extermination » de Lothar von Trotha au Sud-Ouest africain allemand[17].
- 3 octobre : la France et l’Espagne parviennent à un accord secret sur le partage de leur influence au Maroc[18].
- 4 octobre : début de la révolte des Nama[2] menés par Hendrik Witbooi pour soutenir les Héréros au Sud-Ouest africain allemand.
- 18 octobre : décret instituant la colonie du Haut-Sénégal-Niger, comprenant le territoire militaire de Zinder[19].

- 1er novembre : départ de Marseille de l’expédition de René de Segonzac au Maroc ; elle quitte Mogador le 24 décembre vers Demnate et la vallée de la Moulouya à la jonction du massif du Moyen et du Haut Atlas ; fait prisonnier pendant 40 jours par les Berbères, Segonzac regagne Marrakech en avril 1905. Il est accompagné de Louis Gentil et Paul Lemoine, géologues de la Sorbonne, de René de Flotte de Roquevaire, chef du Service cartographique d'Algérie, de Saïd Boulifa et Abdelaziz Zenagui, interprètes[20].

- 17-18 novembre, Madagascar : assassinat du sergent Vinay à Amparihy, dans la province de Farafangana[21]. Début de l’insurrection du Sud-Est malgache, réprimée dès 1905[22].
- 2 décembre : les capitaines français Aguttes et Prokos se heurtent à des pillards Oulad Djerrir à une cinquantaine de kilomètres de Tombouctou. Ils les mettent en déroute mais ne peuvent pas les poursuivre, faute de posséder suffisamment de méharis[23].

### Amérique

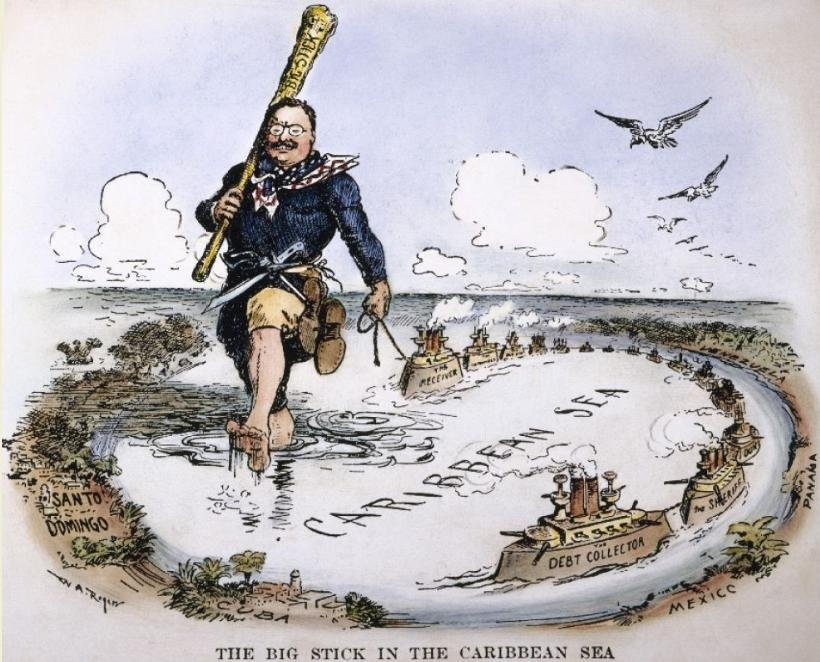
Theodore Roosevelt et son Big Stick aux Caraïbes

- 2 janvier-11 février : intervention américaine en République dominicaine[24].

- 23 février : le Sénat des États-Unis ratifie le traité Hay-Bunau-Varilla ; la zone du canal de Panama est cédée aux Américains[25].

- 30 avril : aux États-Unis, ouverture de l’Exposition universelle de Saint-Louis[26].

- 4 mai : reprise, par les Américains, des travaux de percement du canal de Panama laissés vacant par le Français Ferdinand de Lesseps, à la suite du scandale de Panama[27]. John Findley Wallace est nommé par le président Roosevelt administrateur du projet[28].
- 1er juillet : ouverture des Jeux olympiques de Saint-Louis[29].
- 7 août : Rafael Reyes Prieto, élu président de la Colombie, prend ses fonctions devant le Congrès[30].

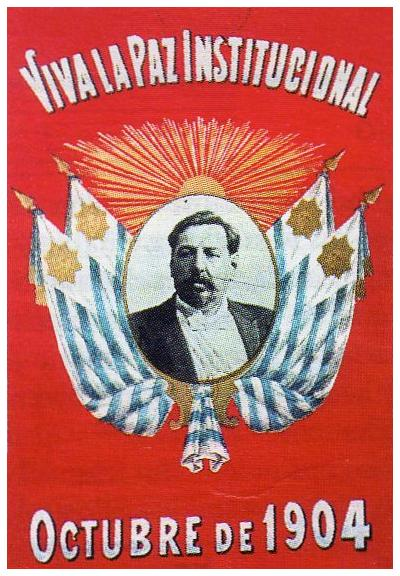
Affiche annonçant la fin de la révolution de 1904 en Uruguay, avec José Batlle y Ordóñez.

- 1er septembre : la bataille de Masoller met fin à la guerre civile en Uruguay. Blessé, le caudillo Aparicio Saravia (es) meurt trois jours après[31]. La défaite militaire des Blancos est sanctionnée par la paix de Aceguá le 24 septembre. Le système de cogouvernement (coparticipación) en vigueur depuis la révolution de 1897, disparaît[32]. Le président José Batlle y Ordóñez dénonce la pratique selon laquelle le Président de la République exerçait le pouvoir à l’intérieur de son parti (influencia directriz). Il peut ensuite engager des réformes sur trois points : indépendance de l’économie vis-à-vis de l’extérieur et industrialisation, avantages sociaux envers la classe ouvrière, démocratisation du régime[33].

- 20 octobre : intervention américaine dans les affaires douanières de Saint-Domingue à Puerto Plata[34].

- 8 novembre : Theodore Roosevelt (R) est réélu président des États-Unis[35].

- 6 décembre : « Corollaire Roosevelt », exposé par le président des États-Unis dans son message annuel au Congrès. Les États-Unis s’arrogent le droit d’intervenir sur tout le continent américain en cas de troubles locaux ou d’ingérence de nations étrangères.

- 19 décembre : Juan Bautista Gaona (es) devient président du Paraguay à la suite d'une révolution libérale. Il est destitué en décembre 1905. Début d’une période d’instabilité politique au Paraguay (1904-1912)[36].

### Asie
- 21 janvier : le gouvernement coréen proclame officiellement sa neutralité dans le conflit qui oppose la Russie et le Japon[37].

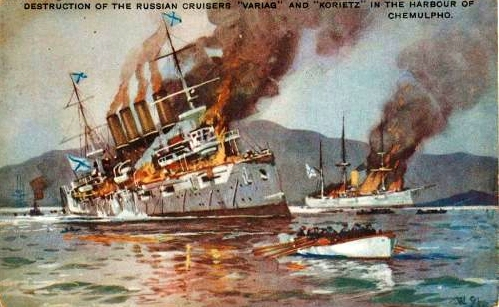
9 février : bataille de Chemulpo, début de la guerre russo-japonaise.

- Nuit du 8 au 9 février : attaque surprise des Japonais contre la flotte russe de Port-Arthur. Le Japon coule trois navires russes (bataille de Chemulpo) sans déclaration de guerre, qui n’arrive que trois jours après[38]. Déclenchement de la guerre russo-japonaise entre le Japon et la Russie (fin en 1905). Les troupes japonaises engagent une lourde opération de débarquement puis sont bloquées pendant sept mois sur la côte, à Dalian (Dairen ou Port-Arthur).

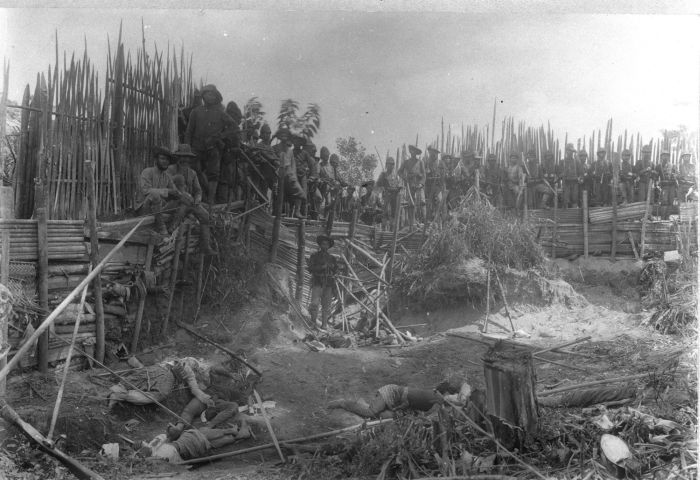
Photographie montrant van Daalen et ses hommes et des cadavres de villageois après le massacre de Koetö Réh du 14 juin.

- 8 février-23 juillet : expédition militaire de l’Armée royale des Indes néerlandaises dans les districts de Gajo, d’Alas et de Batak (Aceh), sous le commandement du lieutenant-colonel Gotfried Coenraad Ernst van Daalen. Plus de 3 000 villageois sont tués au cours de cette expédition, dont 561 le 14 juin à Koetö Réh, 432 le 20 juin à Likat et 654 le 24 juin à Koetö Lengat Baroe[39]. L’épisode, qui choque l’opinion publique néerlandaise, marque la fin officielle de la guerre d’Aceh. Des révoltes perdurent jusqu’en 1939[40].

- 13 février : convention de frontières franco-siamoise. La France renonce à la démilitarisation de la bande de 25 km de la rive droite du Mékong et reçoit en contrepartie une bande de 50 km sur 300 sur la rive droite du Mékong au Laos au sud de Luang Prabang, le « bec de canard » de Dan Saï au nord du Laos. Dans les provinces cambodgiennes de Battambang, Siem Reap et Sisophon relevant du Siam, des milices locales sont placées sous le commandement d’officiers français. Un nouvel accord est signé le 23 mars 1907 qui restitue ces trois provinces au Cambodge[41].

- Mars - avril : insurrection de Sassoun menée par Andranik. Les Arméniens tiennent en échec pendant deux mois treize bataillons turcs appuyés par des milliers de kurdes. Andranik et ses partisans doivent s’exiler en Perse[42],[43].
- 31 mars : 600 tibétains se font massacrer à Guru, sur la route de Gyantsé, par les troupes anglo-indiennes[44].

- 8 avril : le Royaume-Uni et la France concluent un accord (« Entente cordiale ») sur leurs sphères d’influence respectives en Afrique du Nord et en Asie[45].
- 26 avril : sacre de Sisowath, roi du Cambodge à la mort de Norodom le 24 avril (fin de règne en 1927)[46]. Modernisation du Cambodge. Le développement économique attire de nombreux Chinois et Vietnamiens mais souffre de la crise de 1929.

- 26-30 juillet : début du siège de Port-Arthur[47].

- 1er août : le Japon déclare la guerre à la Chine à propos de la Corée[48].

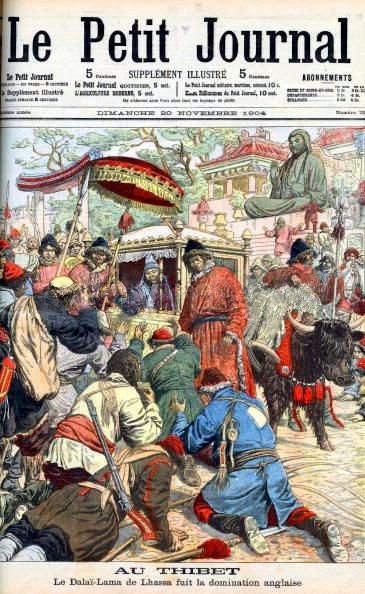
3 août : le dalaï-lama quitte Lhassa.

- 3 août : l’armée britannique occupe Lhassa[49]. Le dalaï-lama s’enfuit vers la Mongolie.

- 10 août : la flotte russe de Vladivostok est défaite à Port-Arthur par les Japonais[47].
- 14 août : victoire japonaise sur la flotte russe au large d’Ulsan, dans le détroit de Corée[45].
- 19 - 24 août : second assaut japonais sur Port-Arthur[45].

- 25 août - 3 septembre : battus par les Japonais à Liaoyang, les Russes se retirent sur Moukden[45].

- 7 septembre : convention entre la Grande-Bretagne et le Tibet. La Grande-Bretagne impose son protectorat sur le Tibet[49].
- 15 - 30 septembre : troisième assaut japonais sur Port-Arthur[45].

- 1er octobre :
  - convention de La Haye entre les Pays-Bas et le Portugal pour le partage de Timor[50].
  - Van Heutsz (nl) devient gouverneur général de l’Indonésie (fin en 1909)[51]. Il met en application la « politique éthique » ou « de la voie morale » (1900-1913) : éducation des indigènes, investissement massif.

- 5-17 octobre, guerre russo-japonaise : bataille du Cha-Ho. Échec d’une offensive russe en Mandchourie[47].
- 21 octobre : incidents russo-britanniques dans la zone du Dogger Bank, durant la guerre russo-japonaise[45].
- 30 octobre - 1er novembre : quatrième assaut japonais sur Port-Arthur[45].
- Octobre : au Yémen, l’Imam zaïdiste Yahya lance les premières opérations d’un soulèvement général contre les Ottomans. Ses forces s’emparent de Manakha le 12 décembre, et commencent le siège de Sanaa, qu’elles occupent entre le 20 avril 1905 et 1er septembre 1905[52]. Les troubles s’achèvent en 1911 avec le traité de Daan.

- 26 novembre : échec d'un cinquième assaut japonais sur Port-Arthur[45].
- 27 novembre - 5 décembre : prise de la colline de 203 mètres par les Japonais après un sixième assaut sur Port-Arthur[45].

- Palestine : début de la deuxième vague d’immigration (aliyah) d’environ 40 000 Juifs en majorité en provenance de Russie[53].
- Création à Jérusalem du Comité de la langue hébraïque (Va’ad Halashon) pour renforcer l’action d'Éliézer Ben-Yehoudah[54].

### Europe

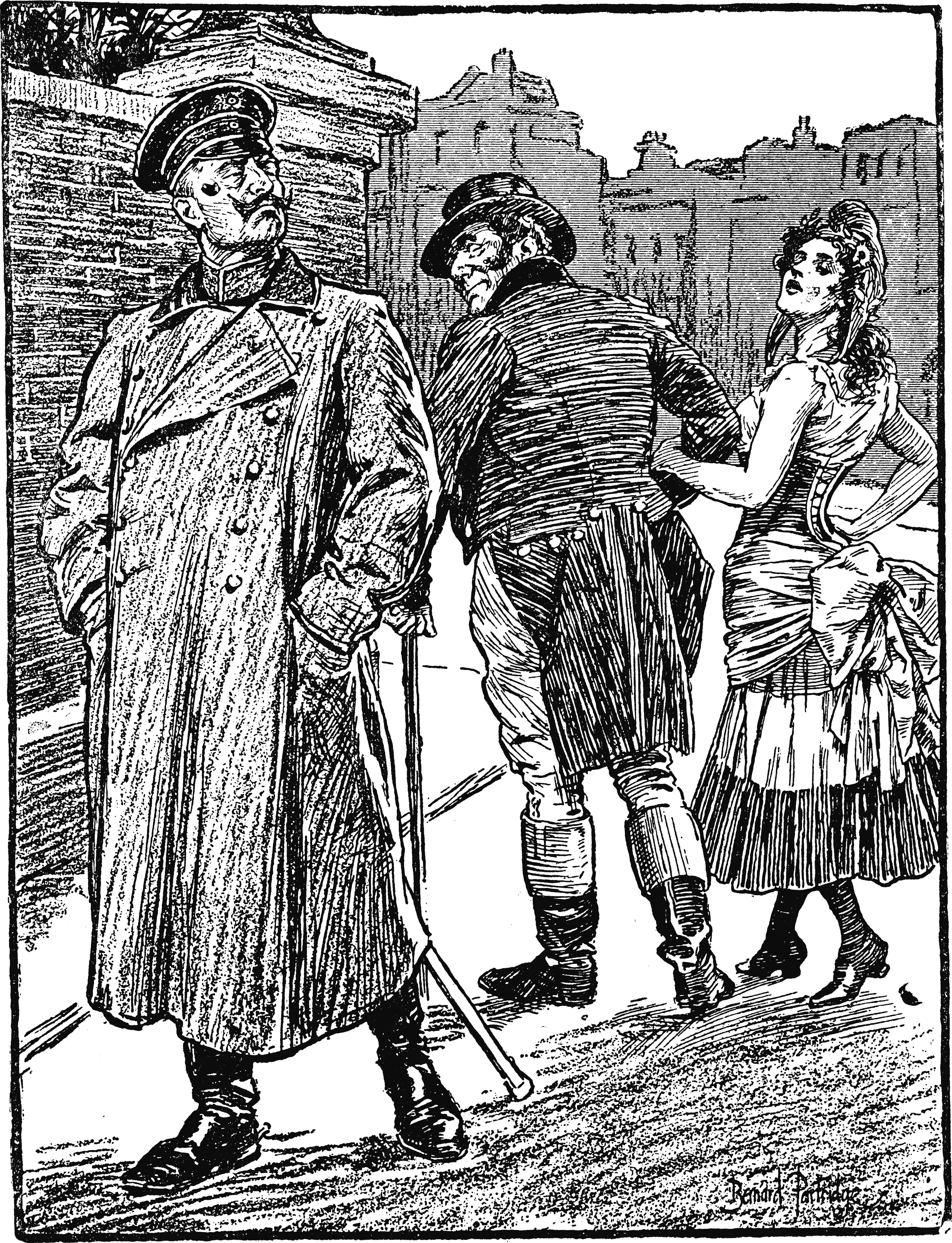
8 avril : entente cordiale. Le Royaume-Uni et la France tournent le dos à l’Allemagne. Caricature de John Bull, 1904

- 3 mars, Espagne : adoption du repos dominical[55].

- 8 avril : signature de l'entente cordiale entre le Royaume-Uni et la France, visant à régler une mésentente sur les colonies[56].
- 28 avril : visite officielle du président français Émile Loubet à Rome[56].
- Juin 1904 - Janvier 1905 : Signature de traités de commerce entre l’Allemagne et de nombreux États (Belgique, Russie, Roumanie, Suisse, Serbie, Italie, Autriche-Hongrie)[57]. Berlin consent des réductions sur les produits agricoles pour préserver ses exportations industrielles.
- 28 juillet : conclusion d’un accord commercial entre la Russie et l’Allemagne[58] (convention additionnelle au traité de commerce et de navigation du 10 février 1894).
- 30 juillet : rupture des relations diplomatiques entre la France et le Saint-Siège[56].

- 14 août-20 août : congrès de l’Internationale socialiste à Amsterdam[59] ; révolutionnaires et réformistes s’y opposent.

- 1er septembre : le dernier ours de Suisse est abattu au Piz Pisoc, près de Scuol[60].

- 21 octobre : incident du Dogger Bank[58]. Il soulève une vive indignation en Angleterre et provoque une crise diplomatique entre la Russie et le Royaume-Uni.

- 25 novembre : protocole de Saint-Pétersbourg entre les gouvernements de Grande-Bretagne et de Russie constituant une commission internationale d’enquête pour examiner l’incident du Dogger Bank. Elle se réunit du 22 décembre au 25 février 1905[58]
- 22 décembre : fondation du Parti populaire paysan croate par Stjepan Radić et son frère Antun[61].

#### Empire russe
- 16 - 18 janvier (3 - 5 janvier du calendrier julien) : congrès fondateur de l’Union de Libération à Saint-Pétersbourg sous l’influence de Pierre Struve (libéral)[62].

- Nuit du 8 au 9 février : déclenchement de la guerre russo-japonaise par une agression japonaise en Mandchourie (fin le 5 septembre 1905). Combats en Mandchourie et en Corée[38].

- 19 février : banquet organisée par l’Union de Libération pour célébrer l’anniversaire de l’émancipation des serfs[63].
- 16 juin (3 juin du calendrier julien) : assassinat de Nikolaï Bobrikov, gouverneur de Finlande, par un jeune fonctionnaire du Sénat finlandais[64].
- 28 juillet (15 juillet du calendrier julien) : assassinat du ministre de l’intérieur Viatcheslav Plehve par le SR Sazonov[65].
- 30 septembre : inauguration du Transsibérien sur la voie Circumbaïkalien, mise en circulation le 15 octobre 1905[66].

- 13 novembre : en Pologne, l’armée réprime dans le sang une révolte anti-russe organisée par le Parti socialiste polonais, place Grzybowski, à Varsovie (6 morts, 27 blessés et une centaine d'arrestations)[65].
- 18 novembre (5 novembre du calendrier julien) : nouvelle campagne des banquets que l’Union de Libération a décidé de lancer lors de son second congrès en octobre sur le modèle de celle de 1847-1848 en France (fin le 8/22 janvier 1905[63].
- 19 - 22 novembre (6 - 9 novembre du calendrier julien) : congrès des représentants de zemstvos à Saint-Pétersbourg. Adoption d’un programme libéral en 11 points présenté le 6 décembre[65].

- 13-30 décembre : grève des ouvriers du pétrole à Bakou. Ils obtiennent la signature d’une convention collective (journée de 9 heures, abolition des heures supplémentaires obligatoires, grilles de salaires, etc.)[67],[68].
- 25 décembre (12 décembre du calendrier julien) : oukase impérial promettant des réformes limitées[65].

## Prix Nobel

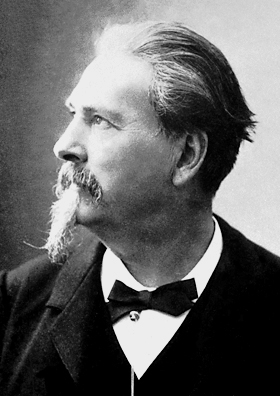
Frédéric Mistral

- Prix Nobel de physique : Lord John William Strutt Rayleigh
- Prix Nobel de chimie : Sir William Ramsay
- Prix Nobel de physiologie ou médecine : Ivan Petrovitch Pavlov
- Prix Nobel de littérature : Frédéric Mistral et José Echegaray Y Eizaguirre
- Prix Nobel de la paix : Institut de droit international (Gand, Belgique).

## Décès en 1904

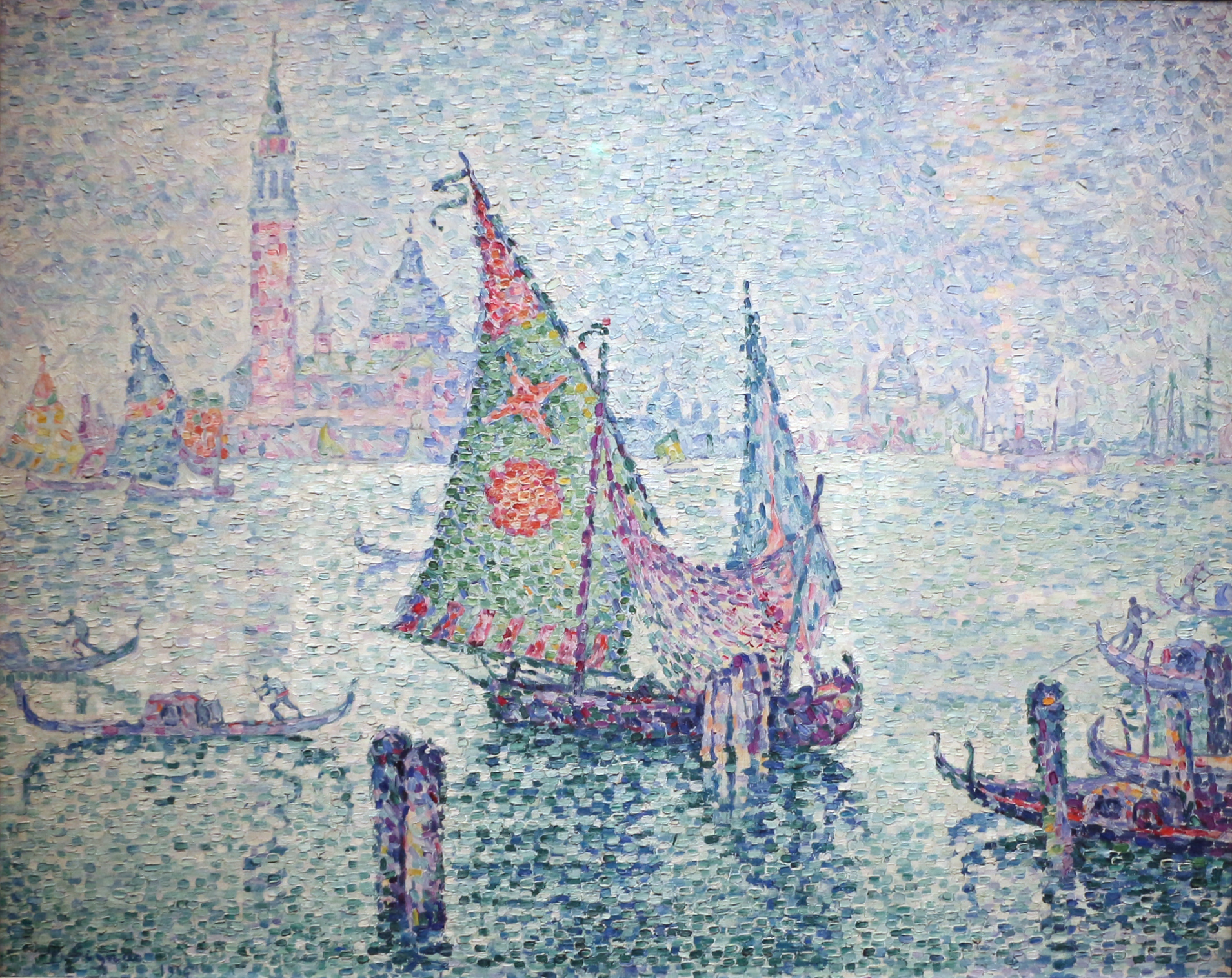
La Voile verte de Paul Signac.La peinture en 1904 sur Commons